# بنت (ویرجینیای غربی)
بنت (به انگلیسی: Bennett) یک منطقهٔ مسکونی در ایالات متحده آمریکا است که در شهرستان لویس، ویرجینیای غربی واقع شده‌است. بنت  ۲۴۵٫۹۸ متر بالاتر از سطح دریا واقع شده‌است.